# Кањон Звијезде
Кањон Звијезде (Селски поток) на планини Звијезда, у западној Србији представља најекстремнији кањон у Србији, на десној долинској страни реке Дрине, откривен 2010. године, у оквиру националног парка Тара.
Кроз кањон протиче Селски поток, који се од изворишта на Звијезди до ушћа у Перућачко језеро, у дужини од 2,5 km обрушава са висинском разликом од 500 метара. Приликом првог проласка кроз кањон, чланови спелолошког удружења Wild Serbia Немања Нешковић и Иван Настић прошли су кроз четрдесетак водопада висине 5—40 метара. Последњи водопад се улива у Перућачко језеро, 24 km изнад бране.
Кањон је недовољно истражен и у току је истраживање и опремање кањона од стране Удружења Wild Serbia и националног парка Тара.